# Selebi-Phikwe
Selebi-Phikwe é uma cidade de mineração localizada no Distrito Central de Botswana com uma população estimada de 49 724 habitantes em 2011. A cidade é um dos distritos administrativos urbanos do país.